# 洪吉童
洪 吉童（こう きつどう、ホン・ギルトン、홍길동）は朝鮮時代の小説『洪吉童伝』の主人公。
同書はハングル（正確には訓民正音）で書かれた最古（1607年ごろ）の小説（後述）。作者は学者で文人許筠（竹かんむりに均、きょ いん、ホ・ギュン）。日本で言う桃太郎のように韓国、北朝鮮の人で知らない人はいないというほど一般的なヒーロー。
韓国では役所や銀行などで書類の記入例に（日本なら『山田太郎』のように）よく使われる名前でもあり、女性の場合は洪 吉順（ホン・ギルスン、홍길순）がよく使われる。また慣用表現で『洪吉童のように』というと『神出鬼没』という意味となる（芸能人がゲリラライヴを行うと『洪吉童ライヴ』と表現される事もある）。

## 物語
朝鮮王朝第4代世宗の時代、庶民は圧政に苦しんでいた。洪政丞（ホン・ジョンスン。洪大臣）の子洪吉童は母親の春繊（チュンセン）が侍婢（奴婢の女中）であったために虐げられ、父を父と呼ぶことすら禁じられてきた。さらにその才気を憎んだ父の一番目の愛妾に命を狙われ、洪吉童は家を出る。道術を使う不思議な老人に弟子入りして、風を起こし雲を呼ぶ、神出鬼没の遁甲術を身に着け、その力で金剛山の山賊を従えて活貧党の首領となる。人心を惑わす僧侶、不正をはたらく役人や庶民を苦しめる貴族を懲らしめ、奪った金品を貧しい人々に分け与える。庶民から義賊と賞賛される洪吉童を政府は逮捕しようと躍起になるが、分身を作って八道各地で同時に襲撃を繰返すため、どうしても捕まえることが出来ない。さらに正三品の官服に身を包んだ洪吉童は白昼堂々馬で役所に乗りつけ、権力に媚び諂う官僚を徹底的に嘲弄する。国王は洪吉童の力を認め、兵曹判書（国防大臣）に任命しようとするが、洪吉童はその要請を断って、部下とともに新天地を求めて海を渡り、栗島(ユルド）国にたどり着き、その地の王族を征服して、やがて身分差別のない理想郷を作り上げた。バージョンによっては、栗島にたどる前に、猪島（ヂョド）で怪物の退治で二人の妻（鄭氏と白氏）を得る話もある。
日本で言えば、石川五右衛門や鼠小僧次郎吉のような義賊、水戸黄門のような庶民の味方。あるいは源義経=ジンギスカン説のような、洪吉童・ホンガワラ(洪家王)説もある。（李氏朝鮮時代の身分制の問題を風刺しているといわれる。映画や子供向けのアニメなどにたびたび採りあげられている。

## 実在の洪吉童
ソウル延世大学の薛盛璟（ソル・ソンギョン）教授によると『朝鮮王朝実録』の燕山君六年（1500年）に洪吉同（童）という匪賊が義禁府に逮捕されたと記されている。それによると洪吉同は正三品堂上官僉知事の服装で部下を引き連れて官府（役所）に堂々と出入りし、あまつさえ別監（長官）に目を通したりしていたとある。そのため盗賊を見過ごし、逮捕しなかった罪で多くの者が流刑になったりした。ただし、逮捕された洪吉同がいかなる刑に処せられたについては記述が欠落している。（燕山実記は世情が乱れたこともあって欠落が多い。）
ただしこの洪吉同はモデルの一人かもしれないが、何から何まで物語の洪吉童その人というわけでは無い。義賊という点で言えば黄海道で反乱を起こした白丁出身の盗賊林巨正(イム・コッチョン)の方がスケールは大きくモデルにふさわしい（1559年林巨正の乱）。同じく義賊で民衆のヒーロー（普段は男寺党の芸人。裏の顔は剣契）として張吉山(チャン・ギルサン)がいる。洪吉童、林巨正、張吉山の3人はともに実在の義賊とされ、繰り返しドラマなどに採り上げられる民衆のヒーローだが歴史的な検証はこれからである。むしろそのイメージは重複し、すりかえられ膨らんでいく傾向にある。
たとえば、洪吉同はこのあと処刑されたか、何らかの刑罰をうけたはずだが、最近では洪吉同が生き延びて物語と同じく海を越え、琉球（沖縄県）までやってきたという説（オヤケアカハチの項目参照）や、洪吉同は高級官僚の息子で国王の縁戚であったという説まである。国民的ヒーローだけに興味は尽きないが史実の検証と文学的ロマンは別問題である。

## 背景
1446年世宗が、訓民正音を公布した。のちのハングルである。このときまで朝鮮人は固有の文字を持たず漢字を利用していた。それが知識階級と一般庶民を隔てていた。訓民正音の序には世宗がそのことを憂えている表現がある。それから150年あまり後、詩歌や儒学の書籍はすでにハングルによって著されていたが、庶民が親しむ小説はまだなかった。許筠が庶民のヒーロー『洪吉童』を著したのは一般大衆に訓民正音（ハングル）が十分浸透したことを窺わせる。ただし朝鮮王朝の末期に至るまで、少なくとも公式には、両班は漢文を使い、ハングルは身分の低いものが使う文字だとされた。当時の状況下では、両班である許筠がハングルを用いたのはそれ自体体制に対するアンチテーゼであるともいえる。
実在の洪吉童が活躍した時代の燕山君は朝鮮史上最悪の暴君といわれるが、許筠の仕えた朝鮮王光海君もまた暴君として知られ、時代背景に共通点がある。作者がみずから感じた社会の矛盾や政治への不信を小説に仮託して表現したと考えることが出来る。
結末で洪吉童は朝鮮を脱出して珒島国で理想国家を建設したことになっている。これは当時の儒教的観念、王朝への忠誠から脱却し切れていないと指摘する研究者もいるが、仮に物語が全編に通底する反権力志向から王権打倒、革命へと進んでいたら、禁書になり著者は逆賊として処断されていただろうともいわれている。
また物語としては水滸伝の影響が見られる。許筠は使臣として中国（明）に駐在した際、私費を投じて4000巻の書籍を購入したといわれ、水滸伝は100回読んだと自らの著書で述べている。不遇の主人公が盗賊の首領に迎えられ、正義のために権力と戦うというプロットはほぼ同じである。

### 近年の研究
『洪吉童伝』は長らくハングルで書かれた最古の小説とされてきたが、近年の研究によって、『薛公瓚伝』が発見され『洪吉童伝』よりも年代が古いのではないかという意見が出ている。また現在広く知られている『洪吉童伝』の物語は19世紀後半に成立したとする説もある。（「古小説『洪吉童伝』の著作に対する再検討」白承鍾（はく・しょうしょう、ペク・スンジョン、백승종）西江大学史学科教授）

## 洪吉童を扱ったフィクション
義賊であった点から考えると活躍した年代は当然大人なのだが、キャラクターイメージは日本の桃太郎と同じく少年で表されることが多い。
- 「洪吉童伝」（映画・1934年・朝鮮）金蘇峰監督
- 「風雲児ホン・ギルドン」（マンガ・1966 - 9年・韓国）
- 「ホンギルトン」（映画・1967年・韓国）　韓国初の長編アニメーション。シン・ドンホン（申東憲）監督。（邦題「少年勇者ギルドン」として当時文化映画扱いで日本上映）
- 「怪傑 洪吉童」（映画・1986年・北朝鮮）　北朝鮮初の本格アクション時代劇。悪役は全て日本の忍者の扮装をして日本語を話している。テコンドーを用いた派手なワイヤーアクションが見物。DVD邦題は『洪吉童 ホン・ギルトン』。
- 「宇宙戦士ホンギルトン」（映画・1980年代・韓国）　洪吉童をSFものに翻案した作品。
- 「帰ってきた英雄洪吉童」（劇場用アニメ・1995年・韓国）　作画は日本のプロダクションが担当している。
- 「洪吉童伝」（ゲーム・1993年・韓国）韓国エイプルロス（에이플러스）制作のテーブルトークRPG。当時はハングルでのRPGがまだめずらしく、話題になった。
- 「洪吉童 -ホン・ギルトン-」（ドラマ・1998年・韓国）SBS（ソウル放送）製作
- 「新暗行御史」（漫画・2001年・日本）主人公と敵対する盗賊団の女首領として登場。
- 「快刀ホン・ギルドン」（ドラマ・2008年・韓国）KBS（韓国放送公社）制作のドラマ。主演カン・ジファン、ソン・ユリ。
- 「逆賊-民の英雄ホン・ギルドン-」（ドラマ・2017年・韓国）MBC制作のドラマ。主演ユン・ギュンサン。

## 参考資料
- 『アジアの海が開く世界――「海」からのアジア論に向けて』（京都大学東南アジア研究所編・濱下武志）
- 『朝鮮の物語』　野崎充彦　大修館書店、1998年　ISBN 4469231428
- 『洪吉童伝』　野崎充彦訳注、平凡社東洋文庫、2010年6月
- 『洪吉童』　洪永佑　朝鮮青年社